# Nonthaburi Youth Centre Stadium
Das Nonthaburi Youth Centre Stadium (Thai: สนามกีฬาศูนย์เยาวชนเฉลิมพระเกียรติ นนทบุรี หรือ สนามเทศบาลนครนนท์) ist ein Multifunktionsstadion in Nonthaburi in der Provinz Nonthaburi, Thailand. Es wird hauptsächlich für Fußballspiele genutzt und war das Heimstadion des ehemaligen Erstligisten BBCU FC sowie des Viertligisten Nonthaburi FC. Das Stadion hat eine Kapazität von 6000 Personen. Eigentümer sowie Betreiber ist die Nonthaburi Municipality.

## Nutzer des Stadions
| Verein        | Zeitraum der Nutzung |
| ------------- | -------------------- |
| BBCU FC       | 2014 bis 2017        |
| Nonthaburi FC | 2010 bis 2011        |